# Église Saint-Étienne de Lagnac
L'église Saint-Étienne de Lagnac est une église située en France sur la commune de Rodelle, dans le département de l'Aveyron en région Occitanie.
Elle fait l'objet d'une inscription au titre des monuments historiques depuis le 21 septembre 1983.

## Description
Cette église se compose d'une nef avec couverture supportée par des ogives. Le chœur est plus étroit que la nef ; il aboutit à un chevet à pans coupés. Un clocher carré surmonte la première travée occidentale de la nef. Le côté sud comporte une chapelle latérale et un avant-porche.

## Localisation
L'église est située sur la commune de Rodelle, dans le département français de l'Aveyron.

## Historique
Un prieuré est attesté au XIIe siècle, il dépendait de la cathédrale de Rodez. L'église actuelle date du XVe siècle.
L'édifice est inscrit au titre des monuments historiques en 1983.